# Heinrich Olbers
Heinrich Wilhelm Matthäus Olbers (Arbergen, 11 de outubro de 1758 – Bremen, 2 de março de 1840) foi um astrônomo alemão.

## Vida e carreira
Olbers nasceu em Arbergen, Alemanha, hoje parte de Bremen, e estudou medicina em Göttingen (1777-80). Enquanto estava em Göttingen, ele estudou matemática com Abraham Gotthelf Kästner. Em 1779, enquanto atendia um colega estudante doente, ele desenvolveu um método de cálculo das órbitas cometárias que marcou época no tratamento do assunto. Foi o primeiro método satisfatório de cálculo das órbitas cometárias. Após sua graduação em 1780, ele começou a praticar medicina em Bremen. À noite, ele dedicou seu tempo à observação astronômica, transformando o andar superior de sua casa em um observatório.
Em 28 de março de 1802, Olbers descobriu e nomeou o asteroide Pallas. Cinco anos depois, em 29 de março de 1807, ele descobriu o asteroide Vesta, que permitiu que Carl Friedrich Gauss batizasse. Como a palavra "asteroide" ainda não foi cunhada, a literatura da época se referia a esses planetas menores como planetas em seu próprio direito. Ele propôs que o cinturão de asteroides, onde esses objetos estavam, eram os restos de um planeta que havia sido destruído. A visão atual da maioria dos cientistas é que os efeitos das marés do planeta Júpiter interromperam o processo de formação do planeta no cinturão de asteroides. Em 6 de março de 1815, Olbers descobriu um cometa periódico, agora nomeado em sua homenagem (formalmente designado 13P / Olbers). O paradoxo de Olbers, descrito por ele em 1823 (e depois reformulado em 1826), afirma que a escuridão do céu noturno conflita com a suposição de um universo estático infinito e eterno.
Em julho de 1804, o jovem Friedrich Wilhelm Bessel contatou Olbers para obter sua opinião sobre o tratado de Bessel sobre o cálculo da órbita do cometa de Halley. Olbers percebeu a excelente qualidade deste trabalho e organizou sua publicação.
Em 1804, Olbers foi eleito Fellow da Royal Society of London, em 1809 membro correspondente vivendo no exterior do Academia Real das Artes e Ciências da Holanda em 1822, um membro honorário estrangeiro da Academia de Artes e Ciências dos Estados Unidos, e em 1827, um membro estrangeiro da Real Academia de Ciências da Suécia.
Olbers foi delegado por seus concidadãos para ajudar no batismo de Napoleão II da França em 9 de junho de 1811. Ele foi membro do corpo legislativo em Paris entre 1812 e 1813. Ele morreu em Bremen com 81 anos. Casou-se duas vezes e um filho sobreviveu a ele. O paradoxo de Olbers, o argumento de que o céu escuro à noite mostra que as estrelas não podem ser uniformemente distribuídas no espaço infinito, tem esse nome em sua homenagem, embora outros também o tenham sugerido.

## Publicações

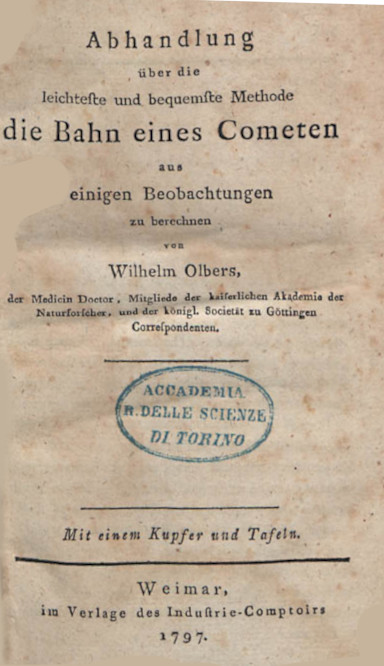
Abhandlung über die leichteste und bequemste Methode die Bahn eines Cometen zu berechnen, 1797

- Abhandlung über die leichteste und bequemste Methode die Bahn eines Cometen zu berechnen (em alemão). Weimar: Verlag des Industrie-Comptoirs. 1797

## Homenagens
- O asteroide 1002 Olbersia foi assim batizado em sua homenagem.
- O paradoxo de Olbers, descrito por ele em 1823 (e, em seguida, reformulado em 1826), afirma que a escuridão do céu noturno entra em conflito com a suposição de um universo estático eterno e infinito.

## Descobertas
| 2 Pallas | 28 de março de 1802 |
| 4 Vesta  | 29 de março de 1807 |